# Memento mori

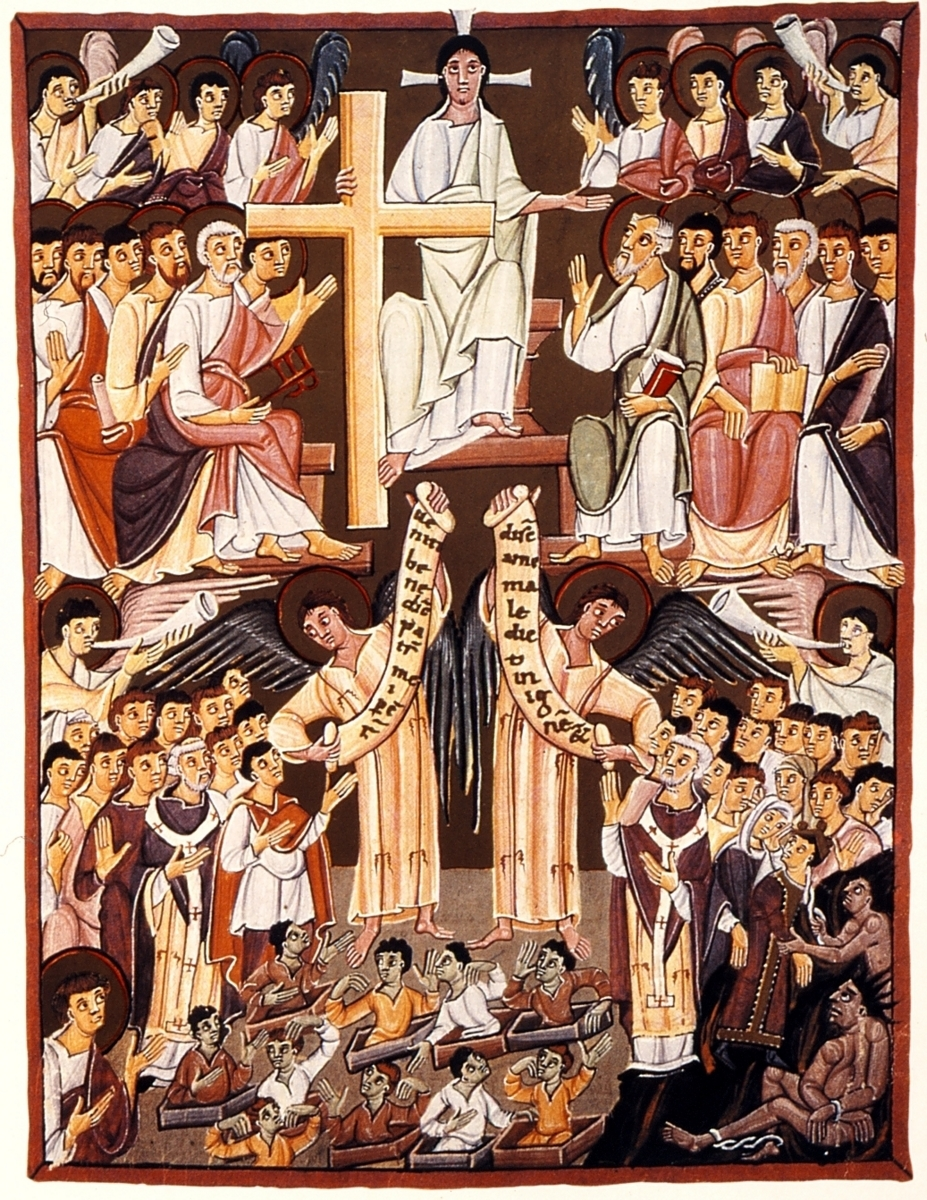
Das Jüngste Gericht. Aus der Bamberger Apokalypse, um 1000. Auftraggeber der Handschrift war entweder Otto III. oder Heinrich II.

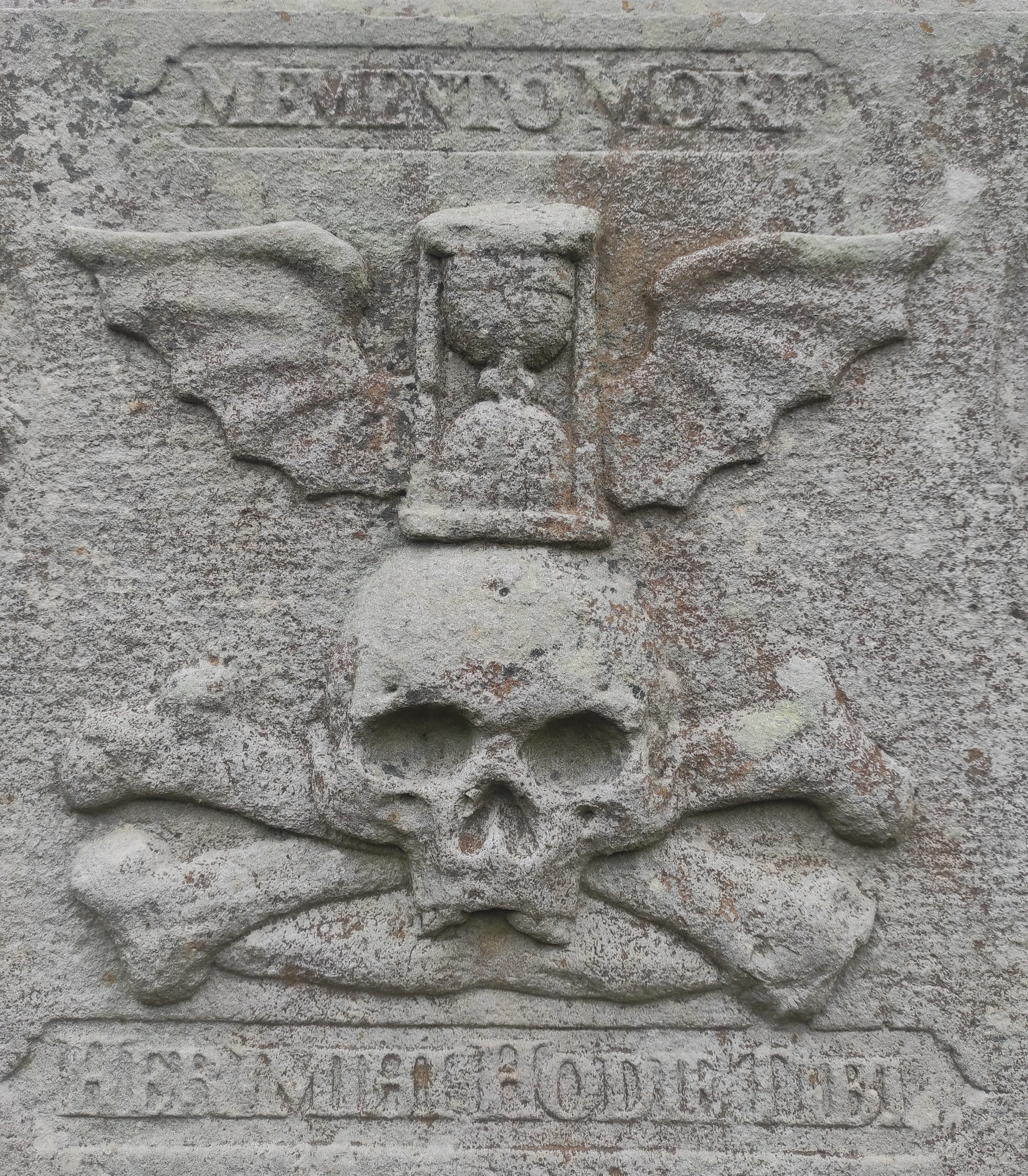
Barockes Epitaph an der Dorfkirche in Nebel (Amrum) mit Memento-Mori-Inschrift aus dem Jahr 1645 – Übersetzung: oben „Sei dir deiner Sterblichkeit bewusst“ / unten „Gestern mir, heute dir“

Der Ausdruck Memento mori (lateinisch, sinngemäß „Sei dir der Sterblichkeit bewusst“) entstammt dem antiken Rom. Dort gab es das Ritual, dass bei einem Triumphzug hinter dem siegreichen Feldherrn ein Sklave stand oder ging. Er hielt einen Gold- oder Lorbeerkranz über den Kopf des Siegreichen und mahnte ununterbrochen mit den folgenden Worten:
- „Memento mori.“ („Bedenke, dass du sterben wirst.“)
- „Memento te hominem esse.“ („Bedenke, dass du ein Mensch bist.“)
- „Respice post te, hominem te esse memento.“ („Sieh dich um und bedenke, dass auch du nur ein Mensch bist.“)[2]

Es wurde damit zu einem Symbol der Vanitas, der Vergänglichkeit, später dann zu einem Bestandteil der cluniazensischen Liturgie.

## Historischer und geistesgeschichtlicher Hintergrund

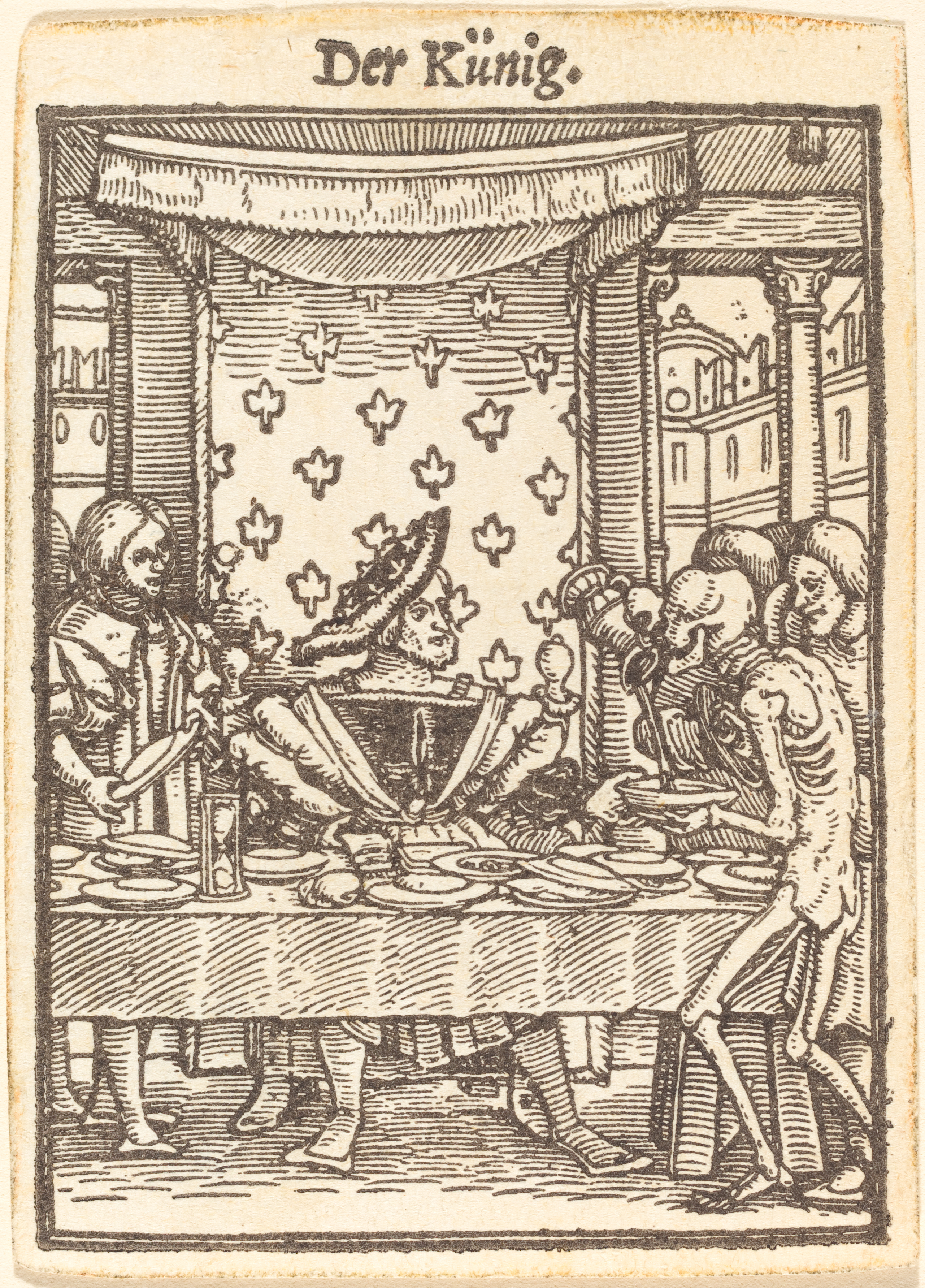
Ausschnitt aus dem Holzstich Totentanz (Hans Holbein der Jüngere, 1538). Holbein zeigt hier, dass die Pest weder Stand noch Klasse kannte.

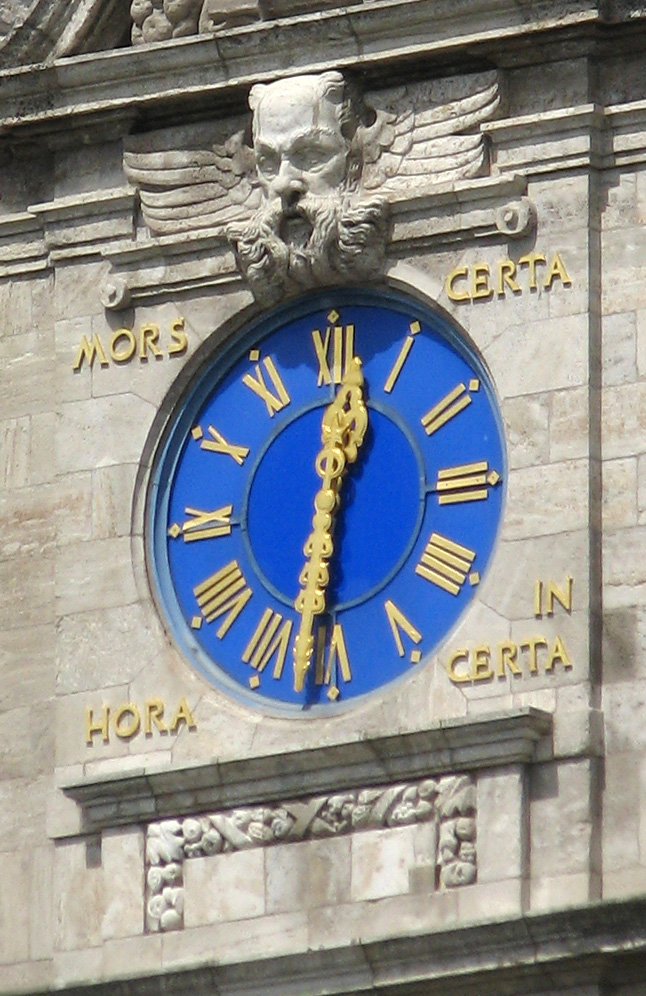
Mors certa hora incerta (Leipziger Neues Rathaus)

Nachdem gegen Ende des Frankenreichs während des sogenannten „Dunklen Jahrhunderts“ 882–962 das kirchliche Leben moralisch auf einen Tiefpunkt gesunken war und sich schwere Missstände entwickelt hatten, führte in einer Gegenbewegung zu Beginn des Hochmittelalters vor allem die Cluniazensische Reform zu einer gesteigerten Askese und Reinigung von allem Weltlichen innerhalb der Kirche, insbesondere in den Klöstern, mit einer zunehmenden Mystik (am bekanntesten ist die Benediktinerin Hildegard von Bingen). Um die 150 Reformklöster wurden damals allein in Deutschland gegründet (europaweit waren es um die 2000), darunter vor allem im süddeutschen und österreichischen Raum St. Blasien, Hirsau als Zentrum der Hirsauer Reform, Melk und Zwiefalten. Zentral war dabei vor allem der Gedanke der Vanitas, aus dem zwangsläufig gefolgert wurde, es sei im Leben am wichtigsten, sich auf den Tod vorzubereiten und auf das darauf folgende Letzte Gericht, um so das eigene Seelenheil zu gewährleisten. Ähnliche Ideen hat es auch später und in anderen Religionen immer wieder gegeben, doch selten in dieser absoluten Konsequenz.
Eine weitere Folge der Cluniazensischen Reform, als diese an Kraft verlor und Cluny zu einer sehr reichen Abtei geworden war mit den damit einhergehenden Dekadenzerscheinungen, war die Gründung des kontemplativ orientierten Zisterzienserordens ab 1112 mit dem Ziel, wieder streng nach der Benediktinerregel in Armut und nach dem allerdings erst im späten Mittelalter formulierten Grundsatz Ora et labora zu leben. Entscheidend für das Aufblühen und die Expansion der Zisterzienser war Bernhard von Clairvaux. Mehrere Päpste unterstützten die Reform, vor allem Leo IX., Gregor VII., Urban II. und Paschalis II., indes der Investiturstreit mit dem deutschen König und späteren römischen Kaiser Heinrich IV. tobte und politische Wirren mit mehreren Gegenpäpsten den Heiligen Stuhl erschütterten. Die drei letzten Päpste waren zuvor Mönche in der Abtei Cluny gewesen.
Das katastrophale epidemische Auftreten der Pest in Europa ab Mitte des 14. Jahrhunderts führte erneut zu einer Verstärkung des Memento-mori-Gedankens (dazu Geschichte der Pest). Auch in der bildenden Kunst finden sich vor allem an und in Kirchen- und Klosterbauten jener Zeit auffallend häufig Darstellungen des Memento mori. Typisch sind Totentanz-Darstellungen und später Pestsäulen.
Gebräuchlich ist auch Memento mortis („Gedenke des Todes“). Mit dem Motiv in Zusammenhang stehen Sinnsprüche wie Media vita in morte sumus („Mitten im Leben sind wir im Tode“) oder Mors certa hora incerta („Der Tod ist gewiss, die Stunde ungewiss“), beispielsweise auf der Rathausuhr in Leipzig (um 1900). Allerdings zeigt sich hier wie auch in anderen Formen bereits eine nachcluniazensische Verflachung des ursprünglich tiefen philosophisch-theologischen Konzeptes der Cluniazensischen Reform zugunsten einer nur noch dekorativen Funktion.

## Mittelalterliche Literatur
Bereits in der Zeit der Karolinger hatte es hier und da Dichtungen mit vergleichbarer Thematik gegeben, die sich mitunter auch schon des Endreimes statt des alten Stabreimes bedienten. Doch erst im beginnenden Hochmittelalter wurde Memento mori mit der Cluniazensischen Reformbewegung für etwa 100 Jahre zur bestimmenden Grundidee. Zentral war innerhalb der Cluniazensischen Reform, dass die Kirche nun auch in der Sprache der Laien zu reden begann, also in Deutsch, nicht mehr in Latein. Entsprechend setzte nun eine frühmittelhochdeutsche Literatur ein, in deren Zentrum religiöse Texte standen und die von 1060 bis 1170 dauerte. De Boor schreibt: „Die asketischen Ideale des Mönchstums werden auch dem Laien als erstrebenswerte Lebensform gepredigt, und vor dem drohenden memento mori und den ewigen Entscheidungen des Letzten Gerichtes wird ihm die Nichtigkeit alles Irdischen klargemacht und wird er zu einem Leben der Weltabkehr und Diesseitsverneinung aufgerufen.“ Die entsprechende Literatur wird daher auch „cluniazensisch“ genannt und eine ihrer wesentlichen Formen war die Reimpredigt. Insgesamt sechs dieser großen, teils auch in Beichtform verfassten Reimpredigten sind uns erhalten: das Ezzolied, das zusammen mit dem Memento mori in derselben Ochsenhausener Handschrift überliefert ist, Himmel und Hölle (es enthält die berühmte Klage: „In der hello da ist tôt anô tôt“), die Wiener Genesis, das Annolied – dem Stil nach eine Heiligenvita – und zuletzt das Merigarto, Rest eines Schöpfungsberichts mit der frühesten Darstellung Irlands.

## Die Reimpredigt „Memento mori“

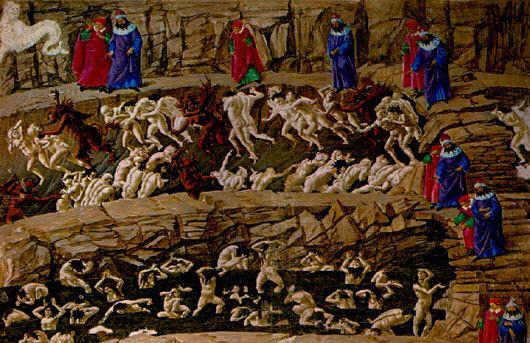
Die Qualen des 8. Höllenkreises im 18. Gesang der Göttlichen Komödie Dantes, dargestellt von Sandro Botticelli. Die dargestellten Strafen wie Verbrennen und Zerhacken wurden im Mittelalter durchaus wörtlich verstanden, und man versuchte dem durch Frömmigkeit möglichst zu entgehen.

Die Reimpredigt „Memento mori“ ist wie die Fassung S des Ezzoliedes in der Ochsenhausener Handschrift überliefert und wurde um 1070 im Reformkloster Hirsau im frühmittelhochdeutschen alemannischen Dialekt verfasst, der mitunter, etwa von Braune, aber auch noch dem Althochdeutschen zugerechnet wird, da er eine Übergangsform darstellt. Das Gedicht ist fortlaufend geschrieben, jedoch in Strophen mit Reimpaaren gegliedert.
Thema ist der ewige Gegensatz von Diesseits und Jenseits, Gott und Welt. Die Welt ist schlecht und voller Übel, sie ist vergänglich und durch den Tod bestimmt. Das gilt auch für alle Arten von weltlicher Ordnung mit arm und reich, edel oder niedrig. Der Mensch hat jedoch einen freien Willen, die selbwala, der ihm von Gott gegeben wurde. Damit muss er sich im irdischen Leben bewähren mit Nächstenliebe, Gerechtigkeit und Verschenken des Reichtumes. Das bedeutet aber keine Erziehung zum christlichen Gemeinschaftsleben wie das in Memento-mori-Predigten der cluniazensischen Spätzeit üblich wurde, sondern eine Form der Weltentsagung und Vorbereitung auf das Jüngste Gericht. Von Heilsgewissheit ist keine Rede mehr, was bleibt, ist nur die bange Furcht vor dem Schicksal nach dem Tod und der Endgültigkeit und Strenge des göttlichen Urteils, dem man sich zu unterwerfen hat.

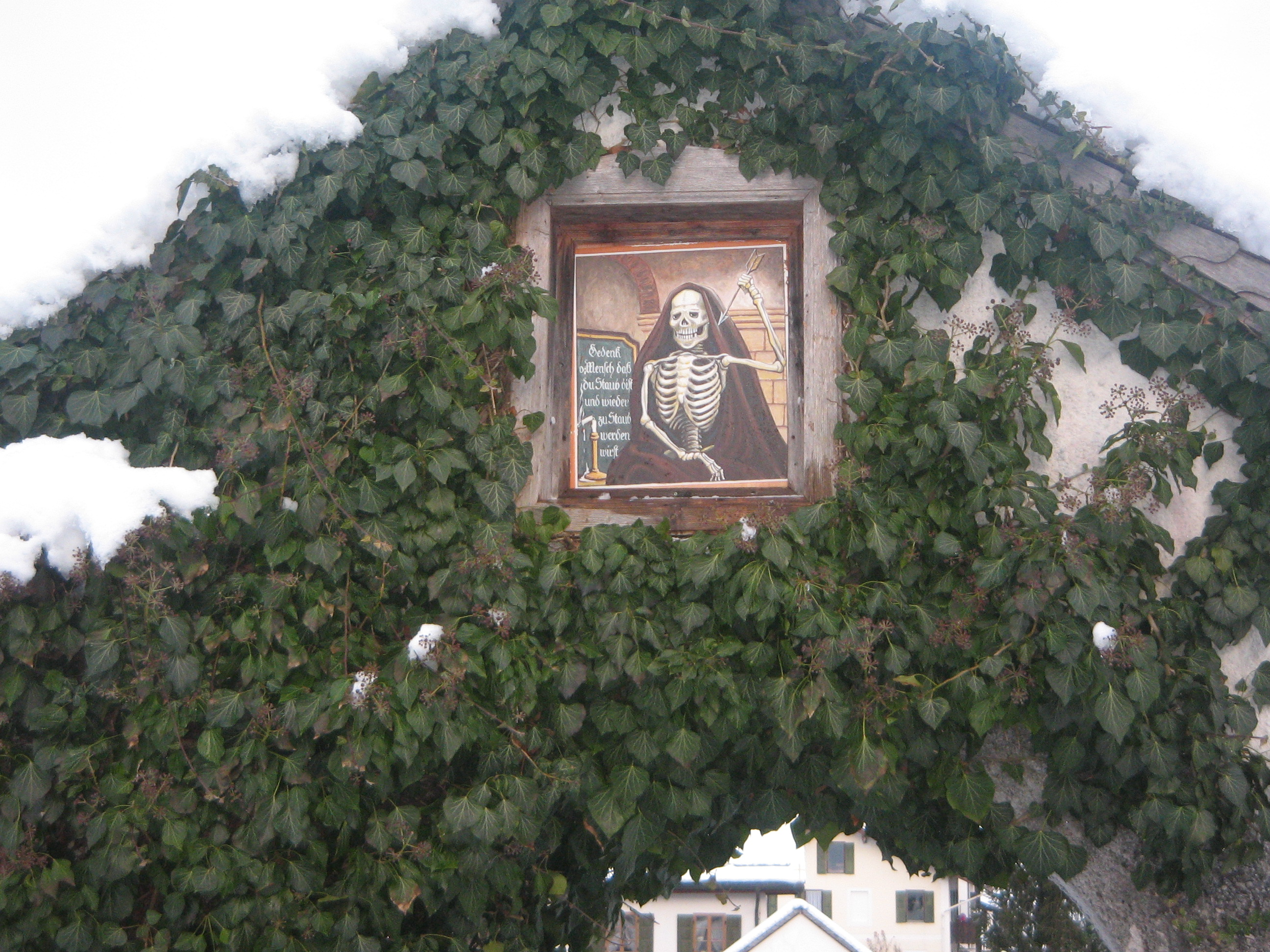
Friedhofsportal in Ramsau mit der Aufschrift: „Gedenk o Mensch, daß du Staub bist und wieder zu Staub werden wirst.“ (Gen 3,19 EU)

Mit ursächlich für diese Haltung ist die theologische Inkonsequenz des Neuen Testamentes: Hier Sündenvergebung durch Christi Tod am Kreuz etwa in den Römer-, Galater- und Korintherbriefen des Paulus, dort eschatologische Androhung schrecklichster Höllenstrafen etwa in der Offenbarung des Johannes, wie sie vor allem von Dante Alighieri in der 1307 begonnenen Göttlichen Komödie so drastisch geschildert werden, in deren Zentrum, der lange mühevolle Weg einer Seele zum himmlischen Heil steht.
Der Memento-mori-Gedanke legt dabei die Betonung auf den nur durch enorme Anstrengungen des Menschen abzumildernden Strafcharakter und lässt den Erlösungsgedanken weitgehend unbeachtet. Während der Kirchengeschichte hat sich der Schwerpunkt zwischen diesen beiden Polen immer wieder einmal hin und her verschoben, doch selten so unerbittlich extrem wie hier. In der Reformation war etwa die bereits von Augustinus entworfene Rechtfertigungslehre das Zentrum der lutherischen Gnadenlehre, und damit stand der Erlösungsgedanke im Mittelpunkt.

## Nachwirkungen
In der spätcluniazensischen Periode sind asketische Memento-mori-Bußpredigten vor allem neben einigen unbedeutenderen Dichtern vom „Armen Hartmann“ und insbesondere in vollkommenerer Form von Heinrich von Melk überliefert. Dabei entwickelt sich die Reimpredigt endgültig zu einer eigenen Gattung. Besonders Heinrich gibt dabei dem Gefühl einer Zeitenwende Ausdruck, in deren Verlauf die rein religiös bestimmte Lebenshaltung dem Aufziehen einer Kultur Platz macht, in der das Diesseits grundsätzlich bejaht wird: die höfische Kultur des Hochmittelalters, in deren Zentrum dann der sehr diesseitige, lebensbejahende Minnesang stand, der allerdings der Dichtung der cluniazensischen Periode formal viel verdankt (z. B. die Strophe und den Endreim). Heinrich führte das letzte Rückzugsgefecht der cluniazensischen Lebensrichtung gegen diesen von ihm als schlechte Sitte empfundene positive weltliche Sichtweise. Er wehrte sich vor allem gegen den erneuten Einbruch der drei Hauptlaster bei der Geistlichkeit: Habsucht, Simonie und üppigen Lebenswandel. In diesem Kampf, der ihn schließlich sogar zum Satiriker werden ließ, ersetzte er die rein aufs Jenseits zielende Memento-mori-Thematik immer mehr durch Sozialkritik, die bisher nur ein Seitenthema bei der Tadelung alles Weltlichen und dem Primat von Demut und Nächstenliebe gewesen war.
Der von Verdi und anderen kongenial vertonte hochmittelalterliche Hymnus Dies irae in lateinischer Sprache ist eine der bedeutendsten künstlerischen Bearbeitungen des Memento mori der Folgezeit überhaupt und war bis 1970 liturgischer Teil der katholischen Totenmesse (Requiem). Als Autor gilt Thomas von Celano (* um 1190; † um 1260), Freund und Biograph von Franz von Assisi. Das vermutlich von Thomas von Kempen verfasste spätmittelalterliche Sic transit gloria mundi entstammt wohl ebenfalls noch dieser nachwirkenden Geisteshaltung und zeigt Verwandtschaft mit dem Fortuna-Motiv.
Nach der Wiederbelebung während der spätmittelalterlichen und frühneuzeitlichen Pestzüge degenerierte der Memento-mori-Gedanke nach und nach endgültig zum rein äußerlichen Motiv des Ablasshandels, wie ihn zu Beginn des 16. Jahrhunderts besonders spektakulär der Dominikaner Johann Tetzel mit dem Slogan „Sobald der Gülden im Becken klingt / im huy die Seel im Himmel springt“ betrieben hat und derart mit ein Auslöser der Reformation Martin Luthers wurde. Kurzzeitig flackerte der Vanitas- und Memento-mori-Gedanke nochmals im frühen Barock während der Schrecken des Dreißigjährigen Krieges auf; ein bekanntes und eindrückliches Beispiel ist Andreas Gryphius’ Gedicht „Vanitas! Vanitatum! Vanitas!“. Der Vanitas-Begriff geriet in der Moderne weitgehend in Vergessenheit. Heute kennt auch das Bildungsbürgertum ihn kaum noch (bzw. rezipiert nur den Bedeutungsteil „Eitelkeit“, wohl beeinflusst durch das englische Wort vanity). In der Volksfrömmigkeit des 17. bis 19. Jahrhunderts vergegenwärtigten gegenständliche Darstellungen wie das Betrachtungssärglein das Memento mori in handgreiflicher Weise.
Obwohl in christlichen Zusammenhängen – zum Beispiel mit Bezug auf Psalm 90,12 – die Endlichkeit des Lebens immer wieder betont wird, werden die Themen Sterben und Tod ansonsten öffentlich eher selten thematisiert. Als zum Beispiel am 12. Juni 2005 Apple-Gründer Steve Jobs vor Absolventen der Stanford-Universität in Kalifornien eine Memento-mori-Rede hielt (in der er seine ein Jahr zuvor entdeckte Krebserkrankung thematisierte) wurde diese Rede als denkwürdig rezipiert; sein Satz “Death is very likely the single best invention of Life” (etwa: „der Tod ist die beste Erfindung des Lebens“) wurde allgemein bekannt.

## Memento mori in nichtchristlichen und historischen Religionen
Voraussetzung war und ist dafür stets die Vorstellung eines wie immer gearteten Totengerichtes, wie es vor allem in den abrahamitischen Religionen Christentum und Islam existiert, aber auch in der Religion des alten Ägypten und dem Zoroastrismus in Erscheinung tritt. Totengericht ist hier eine Instanz, die nach gutem und bösem Verhalten im Leben, also moralisch urteilt, wobei gut und böse moralische relative und kulturspezifische Größen darstellen. Insgesamt fehlt zudem in allen unten aufgeführten Beispielen der grundlegende Vanitas-Gedanke weitgehend.
Was die Religion des alten Ägypten angeht, so existiert dort zwar ein strenges Totengericht, dessen moralisches Konzept auch christliche Vorstellungen beeinflusst hat; magische Formeln und Amulette, wie sie vor allem ab dem Neuen Reich im Totenbuch beschrieben sind, ermöglichen es den Verstorbenen jedoch, dieses Gericht quasi auszutricksen, eine für die abrahamitischen Religionen geradezu perverse Vorstellung. Zudem finden ethische Verfehlungen nur relativ geringe Berücksichtigung, im Zentrum des Verfahrens vor dem Thron von Osiris stehen vielmehr Vergehen in juristischem Sinn, Verletzung von Anstandsregeln, Übertretung von kultischen Vorschriften usw., also ein sogenanntes negatives Sündenbekenntnis.
Der Tartaros der griechischen Mythologie wiederum ist ein spezieller Strafort für Feinde (die Titanen, Tantalos) und Konkurrenten der Götter selbst. Der Hades hingegen wurde als einheitlicher und ewiger Aufenthaltsort aller Toten verstanden. Eine irgend geartete Memento-mori-Ideologie erübrigte sich damit. Hingegen begann die griechische Philosophie schon seit Pindar, Heraklit und Hesiod, vor allem aber bei Platon in Buch 10 der Politeia, zahlreiche Gedanken dazu zu entwickeln, die später teilweise auch im Christentum Eingang fanden.
Nach einem alten römischen Brauch stand hinter einem siegreichen Feldherrn, für den ein Triumphzug begangen wurde, ein Sklave oder Priester, der ihm einen Lorbeerkranz oder die goldene Eichenlaubkrone des Jupitertempels über den Kopf hielt und wiederholt mahnte: “Memento moriendum esse!” („Bedenke, dass du sterben musst!“, sinngemäß). Dies war mehr eine Warnung vor der Hybris, sich gegenüber dem Volk für göttlich zu halten, weniger Erinnerung an die persönliche Vanitas.
Das Konzept der Seelenwanderung, wie es vor allem im Hinduismus und Buddhismus zu finden ist (aber auch in der griechischen Philosophie), enthält zwar ähnliche Vorstellungen, die aber auf einem hierarchischen Weg zum Endziel des Nirwana führen sollen (Dharma und Karma), und denen daher die Endgültigkeit des göttlichen Urteils fehlt. Das Böse als Begriff hat sich in diesen Religionen daher auch nicht als ethische Kategorie herausgebildet. Der Tod wird außerdem lediglich als Schlaf vor der Wiedergeburt betrachtet.
Der Zoroastrismus, in dessen Zentrum erstmals der freie Wille des Menschen steht, kennt ein striktes Totengericht. Dessen Urteile führen zwar zur Bestrafung, die jedoch nicht endgültig ist, sondern durch den Endsieg Ahura Mazdas über das Böse Ahrimans egalisiert wird. Memento mori impliziert jedoch die unwiderrufliche Endgültigkeit einer Strafe, die es daher unbedingt zu vermeiden gilt.
Dem Judentum ist trotz der Kabbala der Memento-mori-Gedanke ebenfalls recht fremd geblieben.
Im Islam beruht die erste Prüfung durch den Todesengel nur in der Feststellung, ob der Verstorbene ein Muslim ist. Beim Jüngsten Gericht wird hingegen moralisch gewertet. Askese war hierbei jedoch weitgehend fremd, und ein Mönchtum wie im Christentum ist hier trotz der islamischen Mystik kaum entwickelt. Entscheidend dabei ist allerdings die strikte islamische Prädestinationslehre. Sie gab „keinen Raum für die Ausgestaltung eines autonomen Bösen, da das Böse nicht mit dem Seinsgrund des Menschen verknüpft wurde. Die christliche Tradition, die sehr eng mit dem Problem des in Sünde geborenen, von der Erbsünde belasteten Menschen verknüpft ist, ist kein islamisches Thema.“ Die Todessehnsucht islamistischer Selbstmordattentäter ist sogar das Gegenteil des Memento-mori-Gedankens, denn sie glauben, durch ihre Tat sei für sie als Märtyrer (Schahid) das Paradies mit seinen Freuden auf direktem Wege und ohne Letztes Gericht sicher. Der Literatur nach hat diese Haltung nur oberflächlich mit Religion zu tun, mehr mit einem modernen Identitätsdenken, das den individuellen Tod einer unsterblichen Idee unterordnet.

## Spätere Rezeption in Dichtung, Musik und Bildender Kunst
Das Memento-mori-Motiv verblich mit der Zeit zum rein formalen Motto auf Grabsteinen, zum Sinnspruch in Todesanzeigen und erscheint schließlich nur noch als rein künstlerisches Motiv von Stillleben. Als Stilmotiv findet es sich in allen Epochen der Kunst. Typische Motive im Vanitas-Stillleben sind faulende Früchte, mit Fliegen besetzte Granatäpfel, umgekippte Weingläser, Totenschädel und ähnliche, die Vergänglichkeit symbolisierende Objekte. Motivisch verwandt ist auch die Darstellung des Totentanzes, etwa von Hans Holbein dem Jüngeren, oder des Todeszuges von Spangenberg.
Die Idee des Memento mori zieht sich aber, wenn auch abgeschwächt und areligiös, bis in die Neuzeit durch und findet sich hier z. B. bei Salvador Dalí, dem Fotografen Man Ray oder dem Pop-Art-Künstler Warhol. Filmisch wurde das Thema unter anderem von Ingmar Bergman 1957 in Das siebente Siegel und 1998 von Martin Brest in Rendezvous mit Joe Black behandelt. Die schwedische Rock-Band Ghost griff das Konzept 2018 in ihrem Titel Pro Memoria aus dem Album Prequelle auf, der den Hörer vor dem Hintergrund des Schwarzen Todes dazu anstößt, sich stets des Sterbens bewusst zu sein (“Don’t you forget about dying, don’t you forget about your friend death”). Die US-amerikanische Rockband Polyphia benannte ihr im Jahre 2022 veröffentlichtes Album Remember That You Will Die, was eine Übersetzung ins Englische entspricht. Laut ihrem Gitarristen Tim Henson geht es darum, den Tag zu nutzen und Dinge zu erledigen, die erledigt werden müssen, bevor man es nicht mehr kann. 2023 veröffentlichte die Band Depeche Mode ein Album mit dem Namen Memento Mori.

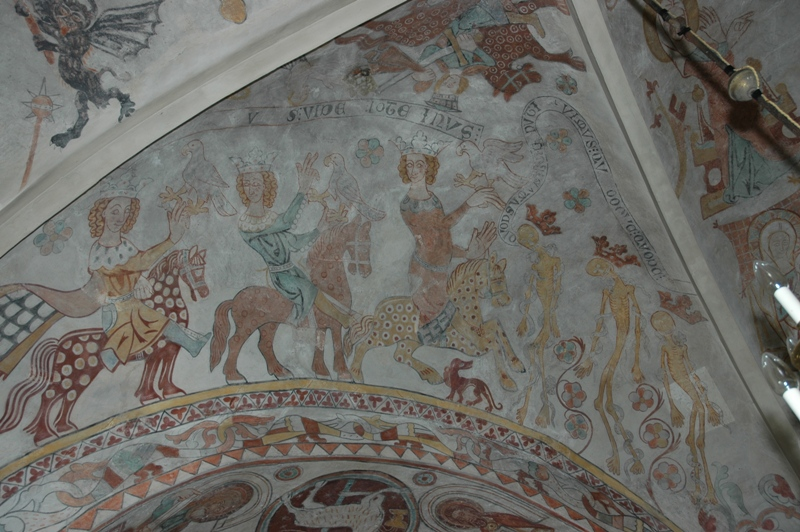
Mittelalterliches Fresko. Das Bild ist ein Ausschnitt aus dem Deckengemälde der Kirche in Skibby auf Seeland in Dänemark und zeigt die Lebensfreude dreier junger Könige mit tigergescheckten Pferden, Jagdhunden und Falken und danach den Tod, dem sie entgegen reiten.
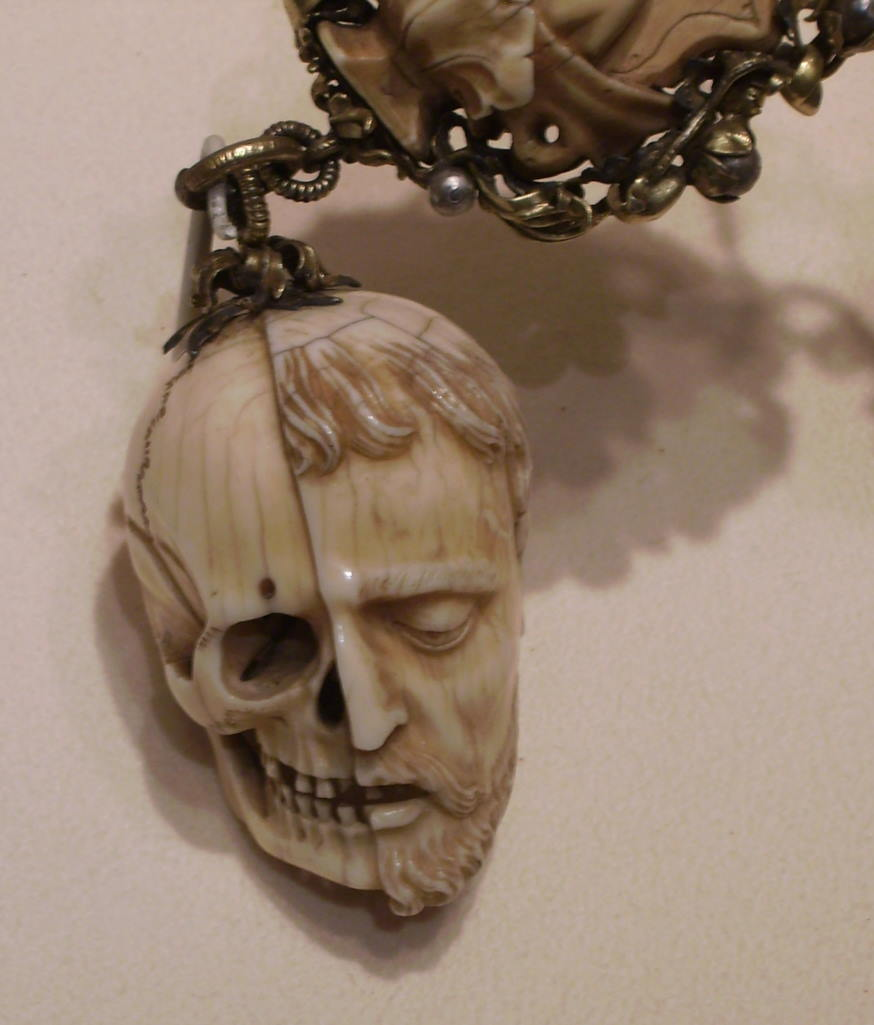
Memento Mori an einem Rosenkranz aus dem frühen 16. Jahrhundert, Leben (Antlitz) und Tod (Schädel), gespalten an einem Kopf, als Amulett.
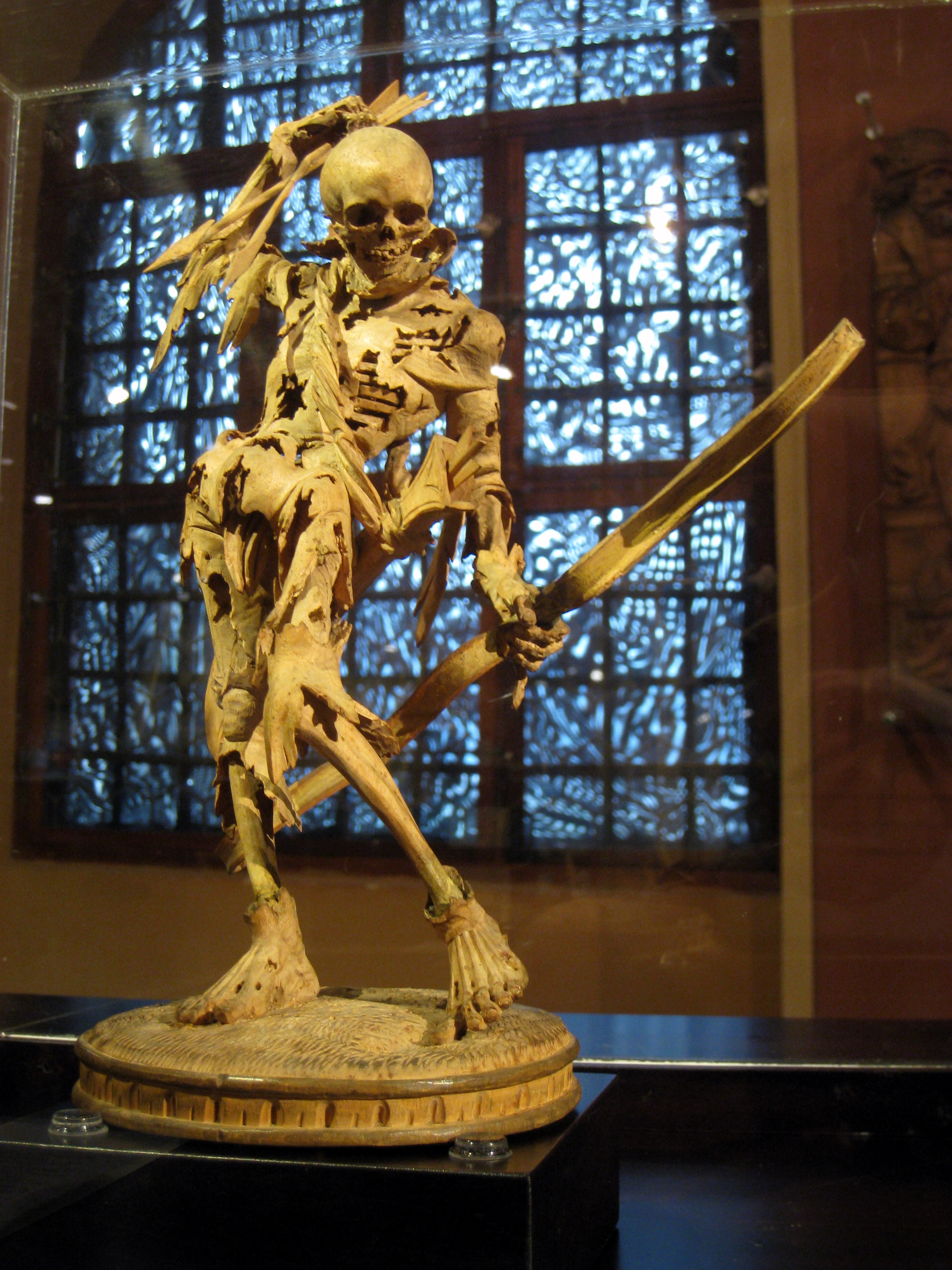
Ein Ausstellungsstück im Schloss Ambras (Österreich). Gerippe, in starkem, tänzerischem Kontrapost dargestellt. Hans Leinberger zugeschrieben, im Inventarverzeichnis von 1596.
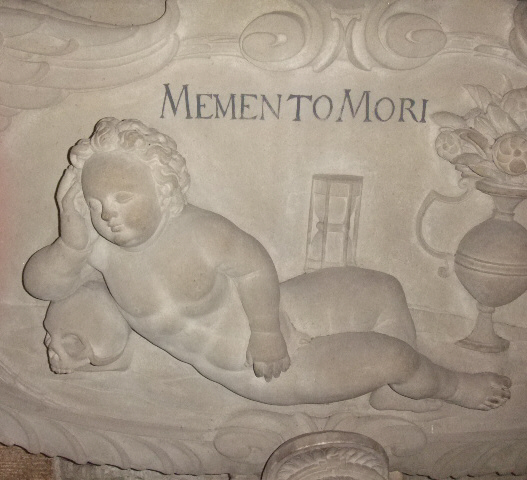
Stiftskirche St. Georg, Tübingen. Detail von einem der Grabmonumente: Memento mori. Dem Stil nach (Putte) aus dem Barock.
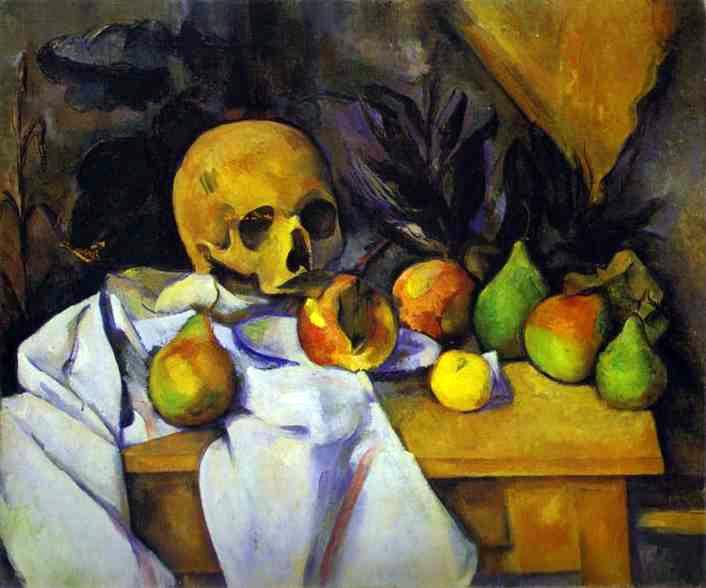
Paul Cézanne: Stillleben mit Schädel, 1895–1900
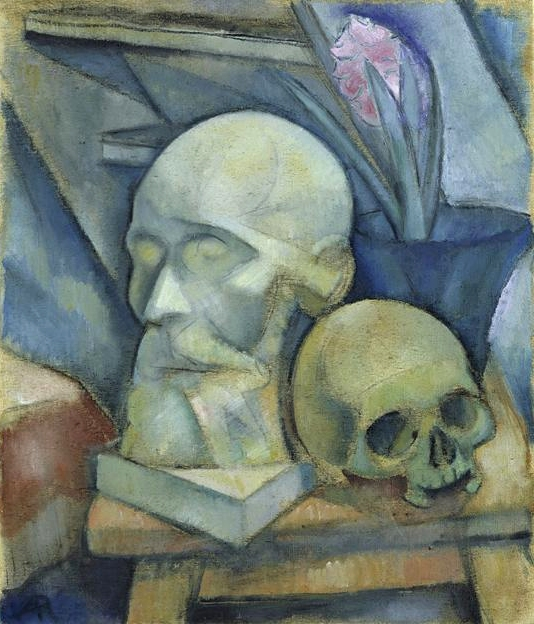
Anita Rée: Stillleben mit Hebbels Totenmaske, 1915